# 双簧管协奏曲 (施特劳斯)
D大调双簧管协奏曲（英語：Concerto in D major for Oboe and Small Orchestra），AV 144, TrV 29，是德国作曲家理查德·施特劳斯在1945年创作的作品，此曲在1946年2月26日首演。这是他临近逝世时创作的晚期作品之一，创作这首作品的时间段常被学者称为他的“印度夏天”。

## 背景
美国双簧管演奏家约翰·德·兰西是美国军队的一名下士，他保卫了施特劳斯在1945年的居住地加米施-帕滕基兴县。作为一名匹兹堡交响乐团的双簧管首席，他详细的了解施特劳斯的双簧管作品创作。他去了施特劳斯的家，在谈话中询问其能否创作一首双簧管协奏曲施特劳斯明确拒绝了他的请求。几个月后，施特劳斯又产生了创作双簧管协奏曲的念头，在1945年9月14日完成初稿并在10月25日完成该作品。该曲1946年2月26日在苏黎世首演，由马塞尔·萨历担任双簧管独奏，安德列·沃尔克马在苏黎世音乐厅管弦乐团指挥。1946年9月17日又在英国BBC交响乐团首演，由萊昂·古森斯担任双簧管独奏，阿德里安·博尔特指挥。
1948年施特劳斯扩充了末乐章的尾聲，准备出版此曲。。此曲的第一个录音由萊昂․古森斯和愛樂管弦樂團演奏，加利耶拉指挥（无最后修改的版本）。约翰·德·兰西为施特劳斯创作单簧管奏鸣曲感到吃惊。施特劳斯也允许兰西（第二次世界大战结束后在费城管弦乐团演奏）在此曲在美国的首演中担任单簧管独奏，但该乐团的规章制度规定乐队的双簧管首席是首选，故兰西无法在此曲的美国首演中演奏。施特劳斯又让年轻的朋友米奇·米勒在哥伦比亚交响乐团，他最终成为了一个歌词电视节目的主持人和音乐制作人。兰西之后成为了费城交响乐团的双簧管首席，他唯一一次演奏此曲是在1946年8月30日于密西根州。

## 配器
| - 木管乐器 - 2 长笛 - 英国管 - 2 单簧管 - 2 低音管 | - 铜管乐器 - 2 圆号 | - 弦乐器 |

依照工具書《管弦樂作品手冊》指示，上述之配器可簡記為"2 *1 2 2—2 0 0 0—str"。

## 结构
这首协奏曲由三个互相关联的乐章构成，大约需要25分钟演奏
1. 适中的快板（Allegro moderato） - D大调
2. 行版（Andante） - 降B大调, 结尾转到D大调
3. 活泼地 - 快板（Vivace – Allegro） - D大调

## 外部連結
- 理查德·施特劳斯双簧管协奏曲：国际乐谱典藏计划上的乐谱